# I Don't Believe You (She Acts Like We Never Have Met)
I Don't Believe You (She Acts Like We Never Have Met) è una canzone del 1964 di Bob Dylan, proveniente dal suo quarto album in studio, Another Side of Bob Dylan.
Il biografo di Dylan Robert Shelton descrive la canzone come "l'intossicazione di una notte d'amore seguita dal mal di testa pulsante di abbandono emotivo e di distacco dal proprio partner". Dylan, presentandola alla sua performance di Halloween del 1964 (pubblicata su The Bootleg Series Vol. 6: Bob Dylan Live 1964, Concert at Philharmonic Hall) ha detto: "Questo [brano] riguarda tutte le persone che dicono di non averti mai visto ...".
Altre esibizioni dal vivo della canzone di Dylan sono state pubblicate su Biograph (una performance registrata a Belfast il 6 maggio 1966), The Bootleg Series Vol. 4: Bob Dylan Live 1966, The "Royal Albert Hall" Concert (registrato a Manchester il 17 maggio 1966, pubblicato anche in Live 1961–2000: Thirty-Nine Years of Great Concert Performances), The Last Waltz (registrato a San Francisco il 25 novembre 1976) e The Bootleg Series Vol. 13: Trouble No More 1979–1981 (registrato a Londra il 27 giugno 1981). La canzone è stata interpretata da Al Stewart nel suo album Orange del 1972.